# Takao Doi
Takao Doi (Japans: 土井 隆雄, Doi Takao) (Tokio, 18 september 1954) is een Japans voormalig ruimtevaarder. Doi’s eerste ruimtevlucht was STS-87 met de spaceshuttle Columbia en vond plaats op 19 november 1997. Tijdens de missie werd er wetenschappelijk onderzoek gedaan met de Spartan-module.
In totaal heeft Doi twee ruimtevluchten op zijn naam staan, waaronder een missie naar het Internationaal ruimtestation ISS. Tijdens zijn missies maakte hij twee ruimtewandelingen. 